# Vira Vira (San Ignacio)
Vira Vira es un caserío del Distrito de La Coipa, Provincia de San Ignacio,  Región de Cajamarca, Perú. Está localizada en el extremo norte del departamento de Cajamarca, a una altitud aproximada de 1740 m s. n. m.
Es un poblado que en sus principios fue formada por pobladores que salieron del norte del Perú, alto Piura (Huancabamba) de allí que muchas costumbres que ahora tiene, provienen de estos lugares.
Actualmente cuenta con dos colegios: Inicial IEI N° 167 y el colegio de Primaria y Secundaria "Jorge Chávez Dartnell" N° 16697.
También cuenta con autoriades locales; como son: Teniente gobernador, Agente municipal y Presidente de ronda campesina.
Su fiesta patronal es en honor a la Virgen de las Mercedes el 24 de septiembre.
Su actividad económica principal es la producción de café; también se cultivan plátano, maíz, palta, cítricos y granadilla, entre otros.
Actualmente, tiene 3 rutas de acceso:
1.º Jaén - Tamborapa - La Catahua - Pacaypite. [85 Km. aprox.] 

2.º Jaén - Tamborapa - La Coipa - Rumipite. 

3.º Huancabamba - Tabaconas - Pallapeña - Flor de Selva. 